# Marshall megye (Dél-Dakota)
Marshall megye az Amerikai Egyesült Államokban, azon belül Dél-Dakota államban található. Megyeszékhelye és legnagyobb városa Britton. Lakosainak száma 4306 fő (2020. április 1.). Marshall megye Sargent, Roberts, Day, Brown és Richland megyékkel határos.

## Népesség
A megye népességének változása:
| Lakosok száma | 4642 | 4609 | 4665 | 4763 | 4769 | 4306 |
|               | 2010 | 2011 | 2012 | 2013 | 2015 | 2020 |